# Shapla Square

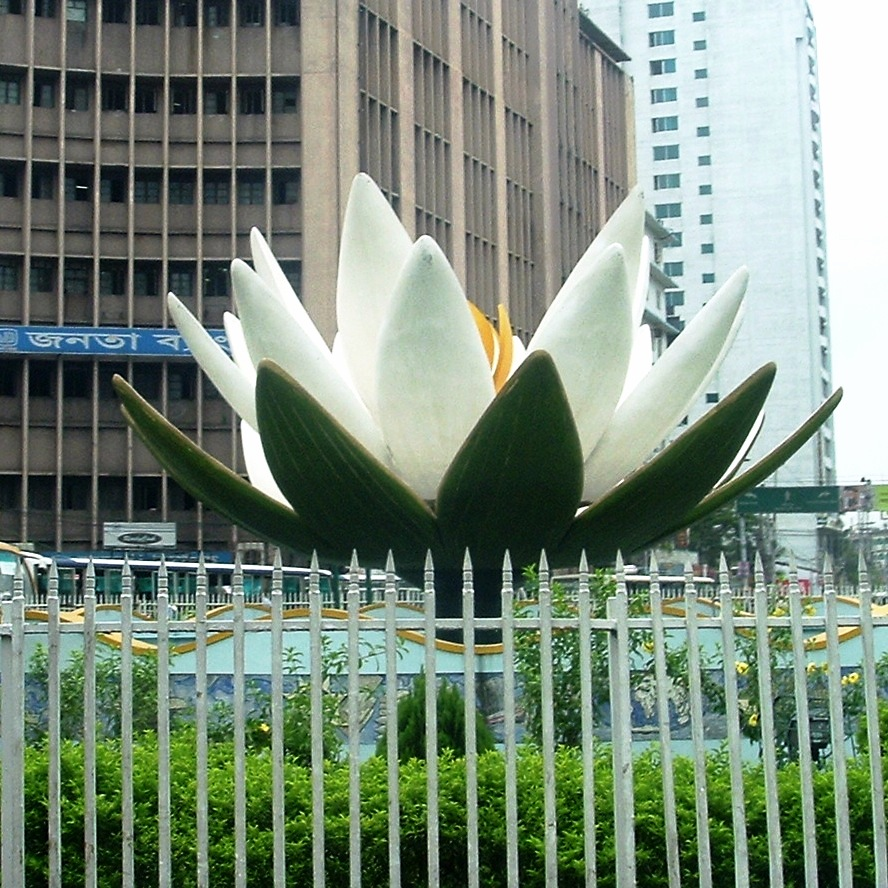
Monumento de la plaza Shapla en Daca

El Square Shapla (bengalí: শাপলা চত্ত্বর, Shapla Chottor) es una enorme escultura en el centro de Motijheel cerca del centro de Daca, capital de Bangladés. Representa a un Shapla (lirio de agua, de la especie Nymphaea nouchali), la flor nacional de Bangladés. La escultura está rodeada por una fuente.
La ubicación también marca una fosa común de la Guerra de Liberación de Bangladés de 1971.